# Space Dandy
Space Dandy (スペース☆ダンディ, Supēsu Dandi) é uma série de anime produzida pelo estúdio Bones.
Na América do Norte, o anime foi licenciado pela Funimation, na Austrália pela Madman Entertainment e no Reino Unido pelo Anime Limited. A série estreou nos Estados Unidos antes do Japão em 4 de janeiro de 2014 no bloco Toonami do canal Adult Swim. No Japão a série estreou no canal Tokyo MX em 5 de janeiro de 2014, seguido pelos canais V Osaka, TV Aichi, BS Fuji e AT-X. No Sudeste Asiático a série foi ao ar pelo Animax asiático.
O mangá atualmente, está sendo publicado na revista Young Gangan pela editora Square Enix desde 20 de dezembro de 2013. Os 13 episódios da primeira temporada foram ao ar em 5 de janeiro de 2014 a 29 de março do mesmo ano e a segunda temporada (que também teve 13 episódios) estreou em 5 de julho de 2014.

## Enredo
A série de ópera espacial narra as aventuras de Dandy, um caçador de alienígena que é um "dândi no espaço", que busca alienígenas não descobertos e raros, com seu robô assistente QT e um alienígena gato chamado Meow. Apesar dele e sua tripulação "tentarem" atuar com as melhores intenções, na maioria das missões acabam por fracassar, Dandy não sabe que ele está sendo perseguido pelo Dr. Gel do Império Gogol.

## Produção
O anime foi dirigido por Shingo Natsume, com Shinichiro Watanabe sendo o diretor-geral e produzido pelo estúdio Bones. O anime começou a ser exibido no bloco Toonami do canal Adult Swim na América do Norte em 4 de janeiro de 2014, um dia antes da estreia acontecida no Japão em 5 de janeiro, pelo canal Tokyo MX. O tema de abertura da série foi "Viva Namida" (ビバナミダ, Biba Namida, lit. "Viva as Lágrimas") performada por Yasuyuki Okamura e o tema de encerramento foi "X-Jigen e Yōkoso" (X次元へようこそ, Ekkusu Jigen e Yōkoso, "Bem-vindo(a) à Dimensão de Ordem X") performado por Etsuko Yakushimaru.
O canal Adult Swim inicialmente usou uma faixa instrumental para as músicas-temas, devido aos problemas de licenciamento, mas o oitavo episódio em diante emitiu normalmente a abertura "Viva Namida," como aconteceu nas retransmissões subsequentes dos primeiros sete episódios. A versão americana foi produzida pela Funimation, em Fort Worth nos Texas. Zach Bolton foi o diretor do elenco. A série também foi transmitida no Animax do Sudeste Asiático, com áudio japonês e inglês.

## Outras mídias

### Mangá
O mangá começou a ser publicado na revista Young Gangan pela editora Square Enix em 20 de dezembro de 2013. O primeiro volume encadernado foi lançado em 25 de março de 2014.